# Incidente do USS Liberty
O incidente do USS Liberty foi um ataque a um navio de pesquisa técnica (navio espião) da Marinha dos Estados Unidos, o USS Liberty, por aviões de caça a jato da Força Aérea de Israel e torpedeiros da Marinha de Israel, em 8 de junho de 1967, durante a Guerra dos Seis Dias.  O ataque combinado aéreo e marítimo matou 34 tripulantes (oficiais, marinheiros, dois fuzileiros navais e um funcionário civil da NSA), feriu 171 tripulantes e danificou gravemente o navio. Na época, o navio estava em águas internacionais ao norte da Península do Sinai, cerca de 25,5 milhas náuticas (47,2 km) a noroeste da cidade egípcia de Alarixe.
De acordo com o Relatório de Informações da Agência Central de Inteligência B–321/33403–67 de 9 de novembro de 1967, Moshe Dayan ordenou pessoalmente o ataque ao navio. Apenas um de seus generais se opôs à ação. O que motivou o ataque de Israel ao navio foi a recusa dos Estados Unidos em intervir em nome do seu aliado; no entanto, estavam espionando as comunicações militares israelitas durante a guerra.
Israel imediatamente após o ato de guerra disse que o USS Liberty havia sido atacado por engano após ser confundido com um navio egípcio e pediu desculpas pelo ataque. Israelenses conduziram investigações e emitiram um relatório que concluiu que o ataque foi um erro devido à confusão israelense sobre a identidade do navio.
Outras fontes, incluindo sobreviventes do ataque, rejeitaram a conclusão do acidente e sustentam que o ataque foi deliberado.
Em maio de 1968, o governo israelense pagou 3,32 milhões de dólares (equivalente a 28 milhões de dólares em 2022) ao governo dos EUA em compensação pelas famílias dos 34 homens mortos no ataque. Em março de 1969, Israel pagou mais 3,57 milhões de dólares (28,5 milhões de dólares em 2022) aos homens feridos. Em dezembro de 1980, concordou em pagar US$ 6 milhões (US$ 21,3 milhões em 2022) como liquidação final por danos materiais ao navio mais 13 anos de juros.

## USS Liberty
O USS Liberty (AGTR-5) foi um navio de pesquisa da classe Belmont (ou seja, navio espião eletrônico). Sua quilha foi baixada em 23 de fevereiro de 1945. Ele foi originalmente construído e serviu na Segunda Guerra Mundial como um navio de carga tipo VC2-S-AP3 chamado SS Simmons Victory. Em 1970, o navio foi vendido como sucata.

## Ataque ao USS Liberty

### Eventos anteriores ao ataque

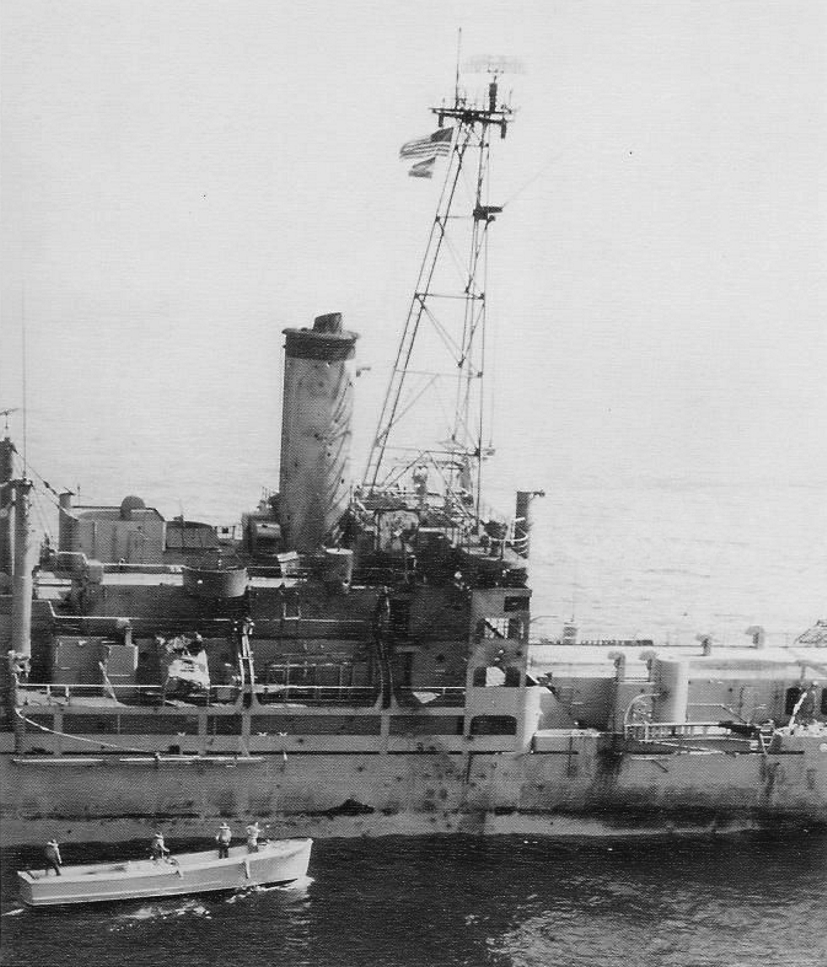
Baleeira a motor se aproxima do navio USS Liberty (AGTR-5) danificado em 9 de junho de 1967.

Durante a Guerra dos Seis Dias entre Israel e várias nações árabes, os Estados Unidos da América mantiveram o estatuto de país neutro. Vários dias antes do início da guerra, o USS Liberty recebeu ordens de prosseguir para a área oriental do Mediterrâneo para realizar uma missão de coleta de espionagem de sinais eletromagnéticos em águas internacionais perto da costa norte do Sinai, no Egito. Após o início da guerra, devido a preocupações com sua segurança ao se aproximar de sua área de patrulha, várias mensagens foram enviadas ao Liberty para aumentar seu ponto de aproximação mais próximo (CPA) permitido das costas do Egito e de Israel para 100 milhas náuticas (190 km) de ambos os países. Devido ao tratamento e roteamento ineficazes de mensagens, essas mensagens só foram recebidas após o ataque.
Fontes americanas disseram que nenhuma investigação sobre navios na área foi feita até depois do ataque ao Liberty. Numa mensagem enviada pelo Secretário de Estado dos EUA, Dean Rusk, ao Embaixador dos EUA, Walworth Barbour, em Tel Aviv, Israel, Rusk pediu "confirmação urgente" da declaração de Israel. Barbour respondeu: "Nenhum pedido de informações sobre os navios dos EUA operando ao largo do Sinai foi feito até depois do incidente do Liberty."
Com a eclosão da guerra, o capitão William L. McGonagle do Liberty imediatamente pediu ao vice-almirante William I. Martin, no quartel-general da Sexta Frota dos Estados Unidos, que enviasse um contratorpedeiro para acompanhar o Liberty e servir como sua escolta armada e como centro auxiliar de comunicações. No dia seguinte, o almirante Martin respondeu: "O Liberty é um navio dos Estados Unidos claramente marcado em águas internacionais, não é um participante do conflito e não é um objeto razoável para ataque por qualquer nação. Pedido negado." Prometeu, porém, que, no caso improvável de um ataque inadvertido, os caças da Sexta Frota sobrevoariam o Liberty em dez minutos.
Enquanto isso, nas Nações Unidas, em 6 de Junho, o Embaixador dos EUA, Arthur Goldberg, disse ao Conselho de Segurança das Nações Unidas que os navios da Sexta Frota estavam a várias centenas de quilómetros do conflito, em resposta às queixas egípcias de que os Estados Unidos estavam apoiando Israel no conflito.
Na noite de 7 de junho, horário de Washington, na madrugada de 8 de junho, 01h10 Zulu ou 3h10, horário local, o Pentágono emitiu uma ordem ao quartel-general da Sexta Frota para dizer ao Liberty para não se aproximar mais do que 100 milhas náuticas (190 km) de Israel, Síria ou costa do Sinai. De acordo com o histórico oficial do Tribunal Naval de Inquérito e da Agência de Segurança Nacional, a ordem de retirada não foi enviada na radiofrequência que Liberty monitorava para suas ordens até às 15h25 Zulu, várias horas após o ataque, devido a uma longa série de problemas administrativos e de roteamento de mensagens.

### Ataque

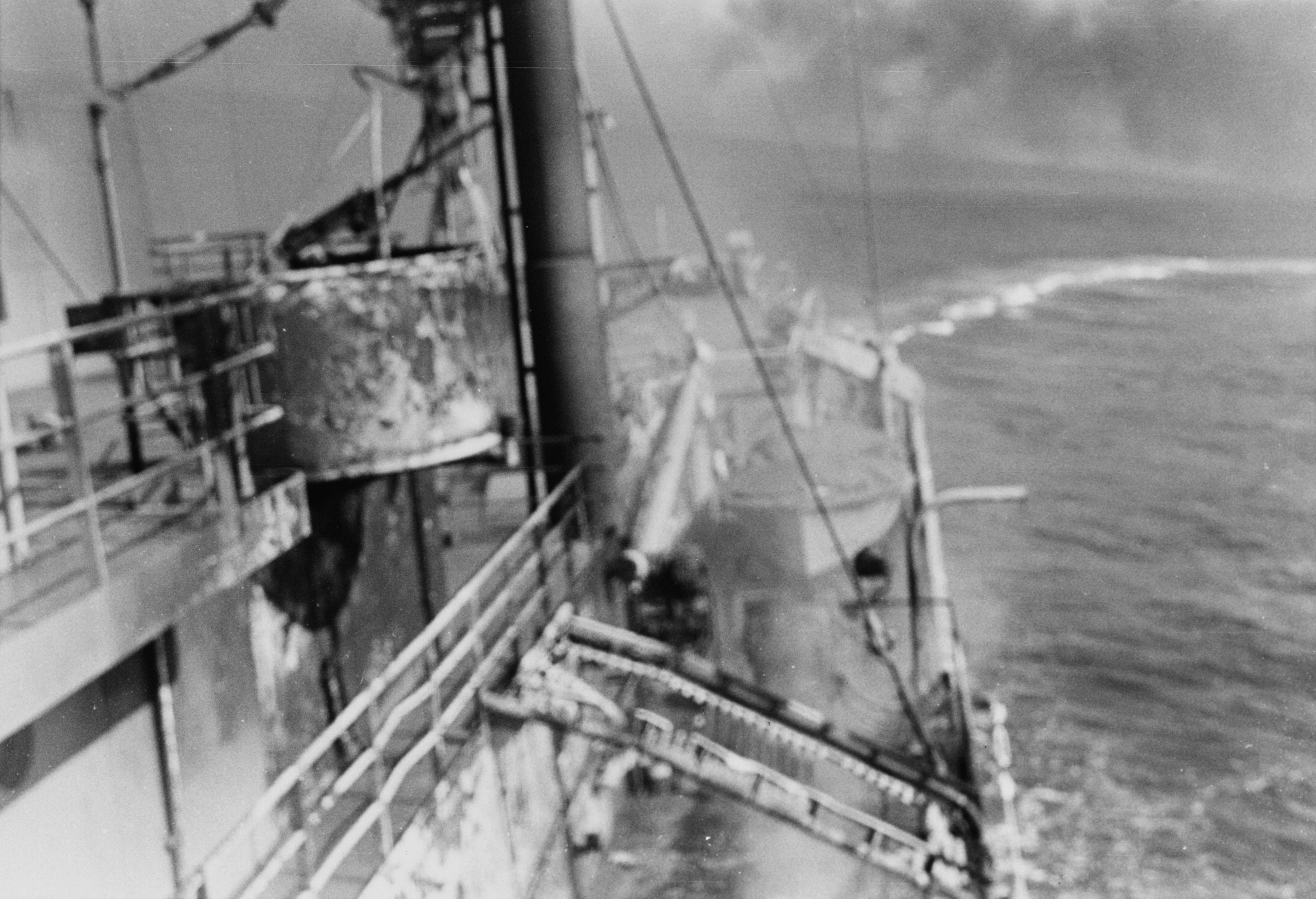
O USS Liberty (AGTR-5) vira enquanto está sob ataque de torpedeiros israelenses, na Península do Sinai, em 8 de junho de 1967.

O testemunho oficial combinado com o diário de bordo do Liberty estabelece que durante toda a manhã do ataque, 8 de junho, o navio foi sobrevoado, em vários horários e locais, por aeronaves da FAI.  O principal tipo de aeronave foi o Nord Noratlas; havia também dois jatos de asa delta não identificados por volta das 9h, horário do Sinai (GMT + 2). Os tripulantes do Liberty dizem que uma das aeronaves Noratlas voou tão perto do Liberty que o ruído de suas hélices sacudiu o revestimento do convés do navio e que os pilotos e tripulantes acenaram uns para os outros. Posteriormente, foi relatado, com base em informações de fontes das FAI, que os sobrevoos foram coincidentes e que a aeronave estava caçando submarinos egípcios que haviam sido avistados perto da costa.
Por volta das 5h45, horário do Sinai, um relatório de avistamento do navio foi recebido no Comando Costeiro Central de Israel (CCC) em relação ao Liberty, identificado por um observador aéreo naval como "aparentemente um destróier, navegando 70 milhas [110 km] a oeste de Gaza". A localização da embarcação foi marcada em uma mesa de controle do CCC, utilizando um marcador vermelho, indicando uma embarcação não identificada. Por volta das 6h, o observador aéreo naval, Major Uri Meretz, relatou que o navio parecia ser um navio de abastecimento da Marinha dos EUA; por volta das 9h00, o marcador vermelho foi substituído por um marcador verde para indicar uma embarcação neutra. Quase ao mesmo tempo, um piloto de caça israelense relatou que um navio 20 milhas (32 km) ao norte de Arish havia disparado contra sua aeronave depois que ele tentou identificar a embarcação. O comando naval israelense despachou dois destróieres para investigar, mas eles retornaram às suas posições anteriores às 9h40, após surgirem dúvidas durante o relatório do piloto. Depois que o Noratlas do observador naval pousou e ele foi interrogado, o navio que ele viu foi identificado como USS Liberty, com base nas marcações de casco "GTR-5". O marcador do USS Liberty foi retirado da Mesa de Controle do CCC às 11h, por suas informações posicionais serem consideradas desatualizadas.

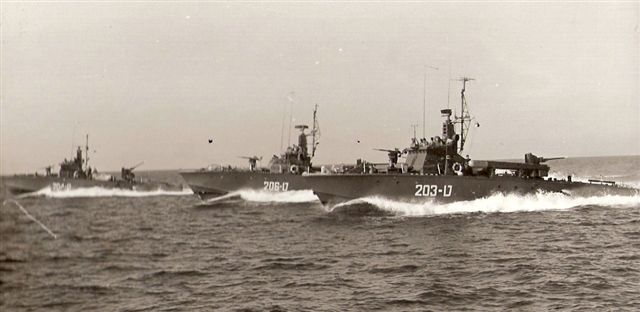
Três torpedeiros da Marinha de Israel numerados: T-203, T-204 e T-206

Às 11h24, o chefe de operações navais israelense recebeu um relatório de que Alarixe estava sendo bombardeada do mar. Uma investigação sobre a origem do relatório foi ordenada para determinar sua validade. O relatório veio de um oficial de apoio aéreo em Alarixe. Além disso, às 11h27, o chefe de operações do Comando Supremo de Israel recebeu um relatório afirmando que um navio estava bombardeando Alarixe, mas os projéteis não atingiram a cidade. (O jornalista investigativo James Bamford ressaltou que o Liberty tinha apenas quatro metralhadoras calibre .50 montadas em seu convés e, portanto, não poderia ter bombardeado a costa). O Chefe de Operações ordenou que o relatório fosse verificado e que fosse determinado se os navios da Marinha israelita estavam ou não ao largo da costa de Alarixe. Às 11h45, outro relatório chegou ao Comando Supremo dizendo que dois navios estavam se aproximando da costa de Alarixe.

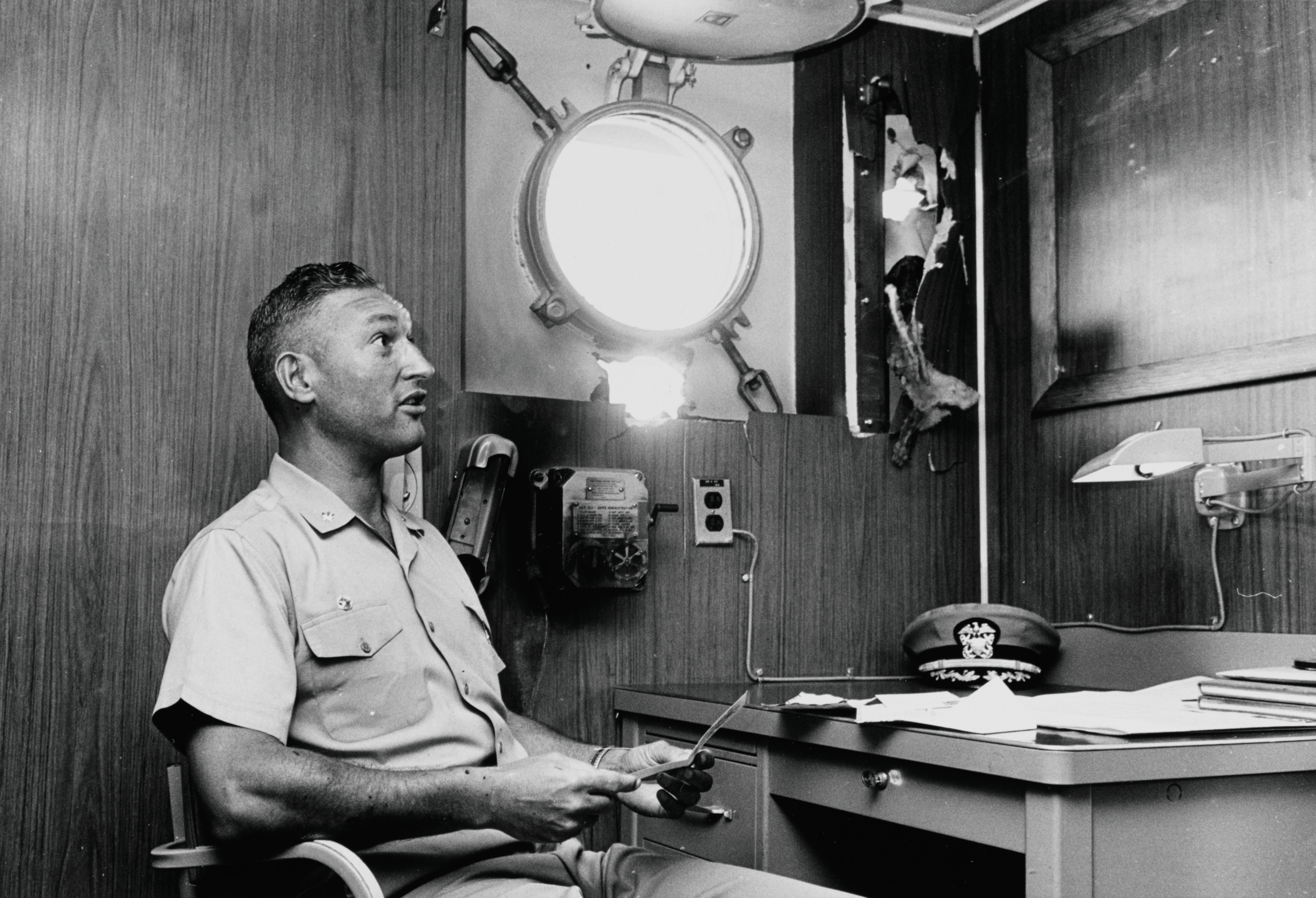
Comandante W.L. McGonagle em sua cabine a bordo do USS Liberty, junho de 1967

Os relatórios de bombardeios e navios foram passados do Comando Supremo para o centro de controle de Operações da Frota. O Chefe de Operações Navais levou-os a sério e às 12h05, o torpedeiro Divisão 914 recebeu ordem de patrulhar na direção de Alarixe. A Divisão 914, codinome "Pagoda", estava sob o comando do Comandante Moshe Oren. Consistia em três torpedeiros numerados: T-203, T-204 e T-206. Às 12h15, a Divisão 914 recebeu ordens para patrulhar uma posição 20 milhas (32 km) ao norte de Alarixe. Enquanto o Comandante Oren se dirigia para Alarixe, ele foi informado pelas Operações Navais sobre o suposto bombardeio de Alarixe e informado de que aeronaves da FAI seriam enviadas para a área depois que o alvo fosse detectado. O Chefe do Estado-Maior, Yitzhak Rabin, estava preocupado com o fato de o suposto bombardeamento egípcio ser o prelúdio para um desembarque anfíbio que poderia flanquear as forças israelitas. Rabin reiterou a ordem permanente de afundar quaisquer navios não identificados na área, mas aconselhou cautela, já que navios soviéticos estariam operando nas proximidades. Às 13h41, os torpedeiros detectaram um navio desconhecido 20 milhas a noroeste de Arish e 14 milhas (23 km) da costa de Bardawil. A velocidade do navio foi estimada em seus radares.  
O oficial do centro de informações de combate no T-204 relatou ao comandante Oren que o alvo havia sido detectado a um alcance de 22 milhas (35 km), que sua velocidade havia sido monitorada por alguns minutos, após os quais ele determinou que o alvo estava se movendo. para oeste a uma velocidade de 30 nós (56 km/h). As forças israelenses tinham ordens permanentes para disparar contra qualquer navio desconhecido que navegasse na área a mais de 20 nós (37 km/h), uma velocidade que, na época, só poderia ser alcançada por navios de guerra. Os torpedeiros recalcularam e confirmaram sua avaliação. Poucos minutos depois, o Comandante Oren relatou que o alvo, agora a 27 km de sua posição, se movia a uma velocidade de 28 nós (52 km/h) em um rumo diferente. Bamford, entretanto, ressalta que a velocidade máxima do Liberty estava bem abaixo de 28 nós. Suas fontes dizem que no momento do ataque o Liberty estava seguindo seu curso de missão de interceptação de sinal ao longo da costa norte do Sinai, a uma velocidade de cerca de 5 nós (9,3 km/h).

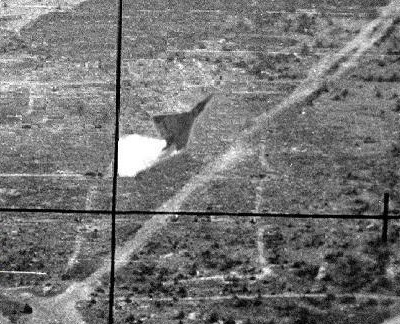
Imagem de um caça israelense Mirage III abatido por um MiG-21 egípcio.

O registro israelense do incidente registrou que os dados sobre a velocidade do navio, juntamente com sua direção, deram a impressão de que se tratava de um contratorpedeiro egípcio fugindo em direção ao porto após bombardear  Alarixe. Os torpedeiros perseguiram-no, mas não esperavam alcançar o alvo antes que este chegasse ao Egito. O Comandante Oren solicitou que a Força Aérea Israelense enviasse aeronaves para interceptar. Às 13h48, o Chefe de Operações Navais solicitou o envio de caças ao local do navio.
A IAF despachou um sobre-voo por dois caças Mirage III, codinome voo Kursa, que chegou a Liberty por volta das 14h00. O líder da formação, Capitão Iftach Spector, afirmou que tentou identificar o navio. Ele transmitiu por rádio a um dos torpedeiros sua observação de que o navio parecia um navio militar com uma chaminé e um mastro. Ele também comunicou, com efeito, que o navio lhe parecia um contratorpedeiro ou outro tipo de navio pequeno. Em comunicado pós-ataque, os pilotos disseram não ter visto marcações ou bandeiras distinguíveis no navio.
Neste ponto, ocorreu uma conversa gravada entre um oficial de sistemas de armas do quartel-general do comando, um dos controladores aéreos e o controlador aéreo chefe questionando uma possível presença americana. Imediatamente após a troca, às 13h57, o controlador aéreo chefe, tenente-coronel Shmuel Kislev, autorizou os Mirages iniciarem o ataque.

### Ataques aéreos e marítimos

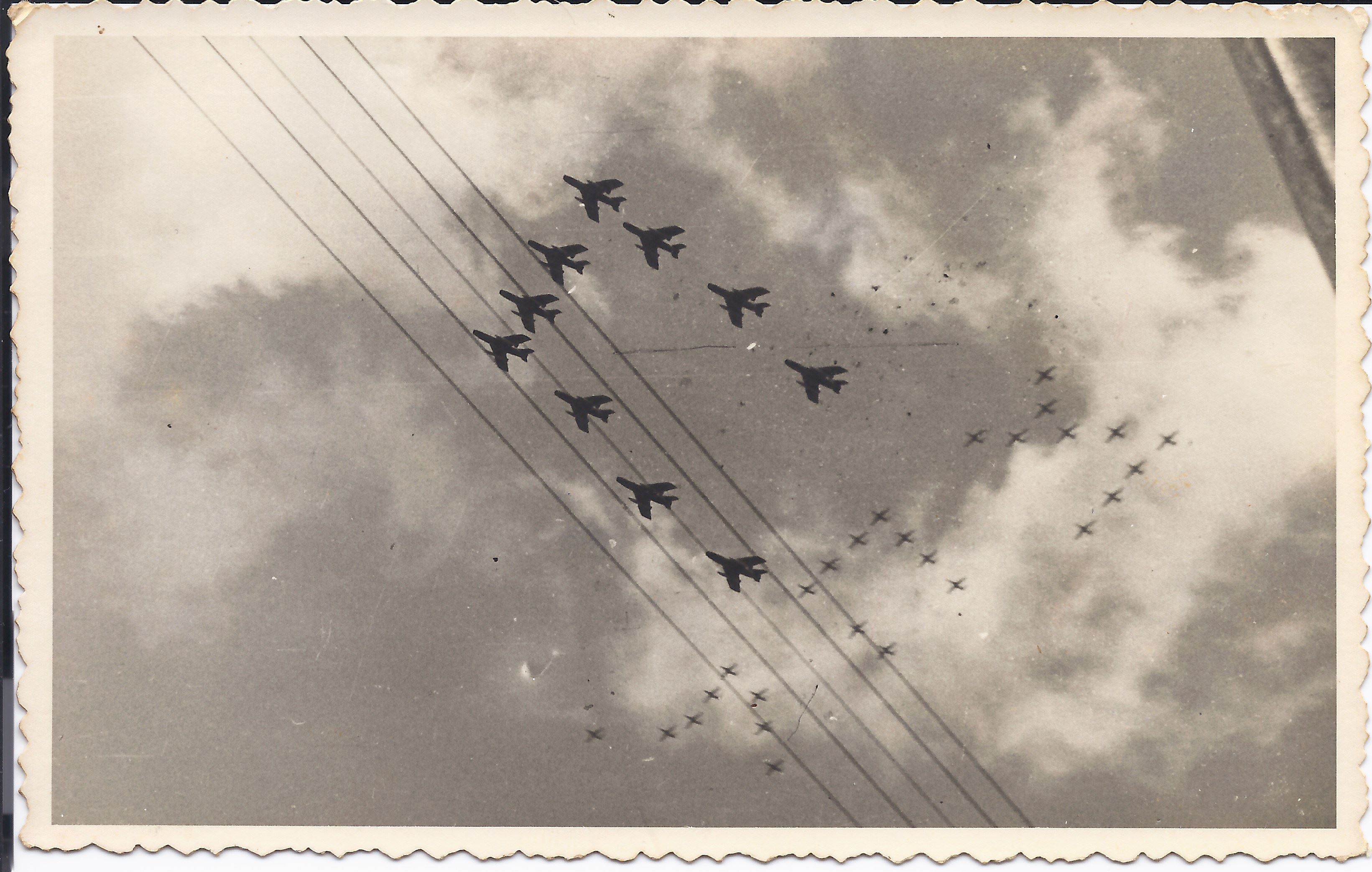
Dassault Super Mystère da Força Aérea Israelense

Após serem liberados para atacar, os Mirages mergulharam no navio e atacaram com canhões de 30 mm e foguetes. O ataque ocorreu poucos minutos depois que a tripulação completou um exercício de ataque químico, com o capitão McGonagle na ponte de comando. A tripulação estava com os capacetes e coletes salva-vidas retirados. A condição de prontidão foi modificada para a batalha, o que significava que as quatro metralhadoras calibre .50 do navio estavam tripuladas e a munição estava pronta para carregar e disparar. Oito tripulantes morreram imediatamente ou receberam ferimentos fatais e morreram mais tarde, e 75 ficaram feridos. Entre os feridos estava McGonagle, atingido na coxa e no braço direitos. Durante o ataque, antenas foram cortadas, tambores de gás pegaram fogo e a bandeira do navio foi derrubada. McGonagle enviou um pedido urgente de ajuda à Sexta Frota, "Sob ataque de avião a jato não identificado, requer assistência imediata".
Os Mirages partiram depois de usar todas as suas munições e foram substituídos por dois Dassault Super Mystères com o codinome Royal Flight. Os Mysteres estavam armados com bombas de napalm e foram pilotados pelo capitão Yossi Zuk e seu ala, Yaakov Hamermish. Os Mysteres lançaram suas cargas sobre o navio e metralharam-no com seus canhões. Grande parte da superestrutura do navio pegou fogo. Os Mysteres estavam se preparando para atacar novamente quando a Marinha israelense, alertada pela ausência de resposta ao fogo, avisou Kislev que o alvo poderia ser israelense.

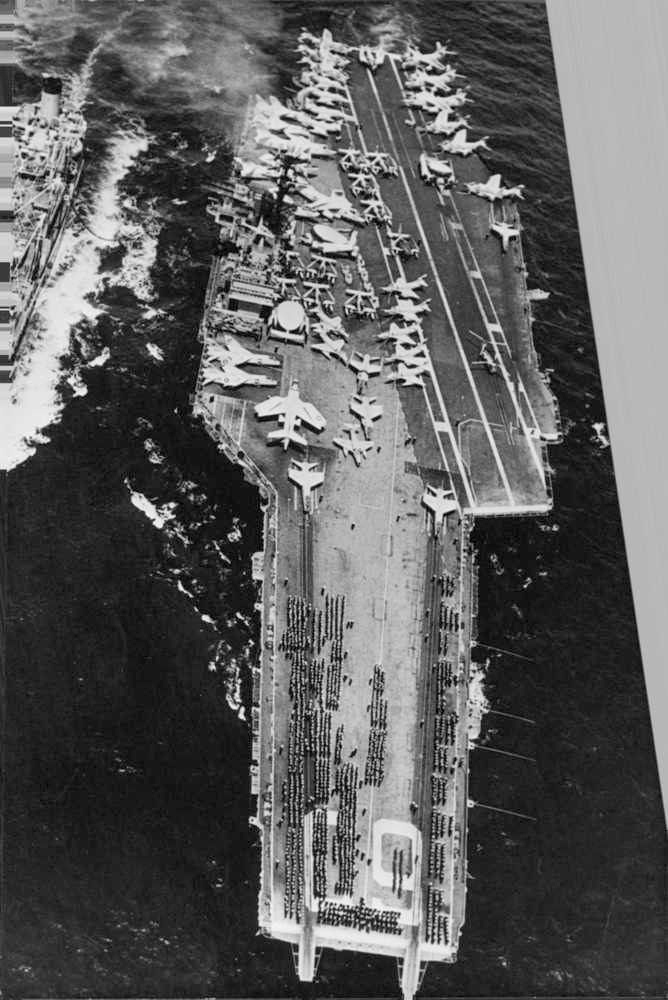
Vista aérea da cabine de comando do USS Saratoga, com 250 tripulantes. (1967)

Kislev disse aos pilotos para não atacarem se houvesse alguma dúvida sobre a identificação, e a Marinha israelense rapidamente contatou todos os seus navios na área. A Marinha israelense descobriu que nenhum de seus navios estava sob fogo e as aeronaves foram autorizadas a atacar. No entanto, Kislev ainda estava perturbado pela falta de resposta ao fogo e solicitou uma última tentativa de identificar o navio. O Capitão Zuk fez uma tentativa de identificação enquanto metralhava o navio. Ele relatou não ter visto nenhuma bandeira, mas viu a marcação GTR-5 do navio. Kislev ordenou que o ataque fosse interrompido. Kislev achou que o navio era americano.
O fato do navio ter marcações em alfabeto latino levou o Chefe do Estado-Maior Rabin temia que o navio fosse soviético. Embora se soubesse que os navios de guerra egípcios disfarçavam as suas identidades com marcas ocidentais, normalmente exibiam apenas letras e números árabes. Rabin ordenou que os torpedeiros permanecessem a uma distância segura do navio e enviou dois helicópteros Aérospatiale SA 321 Super Frelon. A ordem foi registrada no diário de bordo do torpedeiro, embora o comandante Oren afirmasse não tê-la recebido. A ordem de cessar fogo foi supostamente dada às 14h20, vinte e quatro minutos antes dos torpedeiros chegarem à posição do Liberty.
Durante o intervalo, os tripulantes a bordo do Liberty hastearam uma grande bandeira norte americana. Durante a parte inicial do ataque aéreo e antes dos torpedeiros serem avistados, o Liberty enviou uma mensagem de socorro que foi recebida pelo porta-aviões USS Saratoga da Sexta Frota. O porta-aviões USS America despachou oito aeronaves. O porta-aviões estava no meio de exercícios estratégicos. O vice-almirante William I. Martin chamou de volta das aeronaves minutos depois.
McGonagle testemunhou que "acreditava que o horário do avistamento inicial dos torpedeiros ... era por volta das 14h20", e que os "barcos pareciam estar em uma formação do tipo cunha, com o barco central sendo o ponto principal da cunha. A velocidade estimada dos barcos era de cerca de 27 a 30 nós [50 a 56 km/h]", e que "parecia que eles estavam se aproximando do navio em atitude de lançamento de torpedo"
Quando os torpedeiros chegaram, o comandante Oren percebeu que o navio não poderia ser o contratorpedeiro que supostamente bombardeou Alarixe ou qualquer navio capaz de atingir a velocidade de 30 nós (56 km/h). De acordo com Michael Limor, reservista naval israelense servindo em um dos torpedeiros, eles tentaram entrar em contato com o USS Liberty por heliógrafo e rádio, mas não obtiveram resposta. Oren consultou um guia de identificação israelense para frotas árabes e concluiu que o navio era o navio de abastecimento egípcio El Quseir, com base na observação de seu convés, ponte central e chaminé. O capitão do barco T-203 disse que chegou à mesma conclusão de forma independente. Os barcos entraram em formação de batalha, mas não atacaram.

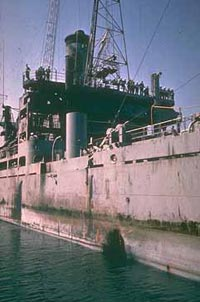
Danos de torpedo no compartimento de pesquisa do Liberty (lado estibordo)

À medida que os torpedeiros se aproximavam rapidamente, o capitão McGonagle ordenou que um marinheiro avançasse para a metralhadora do Monte 51 e abrisse fogo. No entanto, ele percebeu então que os barcos pareciam arvorar bandeira israelense e "percebeu que havia a possibilidade de a aeronave ser israelense e o ataque ter sido conduzido por engano". O capitão McGonagle ordenou ao homem na metralhadora de 51 mm que parasse de atirar, mas uma curta rajada havia sido disparada contra os torpedeiros antes que o homem entendesse a ordem. McGonagle não conseguia ver ou "chegar ao metralhadora 53 da asa estibordo da ponte". Então, ele “mandou o Sr. Lucas para ver se poderia dizer a Quintero, que [ele] acreditava ser o artilheiro da metralhadora 53, para parar de atirar”. Anteriormente, Lucas havia atendido um pedido de Quintero para atirar nos torpedeiros, antes que o calor de um incêndio próximo pudesse atingir a metralhadora 53. McGonagle testemunhou mais tarde, no Tribunal de Inquérito, que este foi provavelmente o evento de disparo mais "extremamente eficaz" que ele observou.
Depois de serem atacados, os torpedeiros responderam com seus canhões, matando o timoneiro do Liberty. Os torpedeiros lançaram então cinco torpedos contra o Liberty. Um torpedo atingiu o Liberty a estibordo à frente da superestrutura, criando um buraco de 12 m de largura no que foi antes um porão de carga convertido em espaços de pesquisa do navio e matando 25 militares, quase todos eles do setor de espionagem e inteligência e ferindo dezenas. Os outros quatro torpedos erraram o navio.
Os torpedeiros então se aproximaram e metralharam o casco do navio com seus canhões e metralhadoras. De acordo com alguns tripulantes, os torpedeiros dispararam contra equipes de controle de danos e marinheiros que preparavam os botes salva-vidas para o lançamento. Um bote salva-vidas que flutuou do navio foi recolhido pelo T-203 e continha marcas da Marinha dos EUA. O T-204 então circulou o Liberty, e Oren avistou a designação GTR-5, mas não informou se viu a bandeira. Demorou até às 15h30 para estabelecer a identidade do navio. Pouco antes da identidade do Liberty ser confirmada, o Saratoga lançou oito aeronaves armadas com armas convencionais em direção ao Liberty. Após a confirmação da identidade do navio, o Estado-Maior foi notificado e um pedido de desculpas foi enviado ao adido naval Castle. As aeronaves que se aproximavam do Liberty foram chamadas de volta ao Saratoga.